# Mistrovství světa ve fotbale žen 2003
Mistrovství světa ve fotbale žen 2003 bylo čtvrté mistrovství pořádané fotbalovou asociací FIFA. Původně měla turnaj hostit Čína, ale kvůli vypuknutí epidemie SARS se dějiště turnaje na poslední chvíli přesunulo do USA. Vítězem se stala německá ženská fotbalová reprezentace. Turnaj se konal v šesti městech Carson, Columbus, Filadelfie, Foxborough, Portland, Washington, D.C.

## Kvalifikace
Hlavní článek: Kvalifikace na Mistrovství světa ve fotbale žen 2003
| - Afrika (CAF) - Nigérie - Ghana - Asie (AFC) - Severní Korea - Čína (původní hostitel) - Jižní Korea - Japonsko - Severní, Střední Amerika a Karibik (CONCACAF) - Kanada - Jižní Amerika (CONMEBOL) - Argentina - Brazílie |  | - Evropa (UEFA) - Francie - Německo - Rusko - Norsko - Švédsko - Oceánie (OFC) - Austrálie - Hostitel - USA |

## Základní skupiny

### Skupina A
| Tým           | B | Z | V | R | P | VG | IG | +/- |
| ------------- | - | - | - | - | - | -- | -- | --- |
| USA           | 9 | 3 | 3 | 0 | 0 | 11 | 1  | +10 |
| Švédsko       | 6 | 3 | 2 | 0 | 1 | 5  | 3  | +2  |
| Severní Korea | 3 | 3 | 1 | 0 | 2 | 3  | 4  | -1  |
| Nigérie       | 0 | 3 | 0 | 0 | 3 | 0  | 11 | -11 |

| 20. září 2003 |          |               |                                                      |
| Nigérie       | 0:3      | Severní Korea | Lincoln Financial Field, Philadelphia diváci: 24 346 |
|               | (Report) |               | Lincoln Financial Field, Philadelphia diváci: 24 346 |

| 21. září 2003 |          |         |                                        |
| USA           | 3:1      | Švédsko | RFK Stadium, Washington diváci: 34 144 |
|               | (Report) |         | RFK Stadium, Washington diváci: 34 144 |

| 25. září 2003 |          |               |                                                      |
| Švédsko       | 1:0      | Severní Korea | Lincoln Financial Field, Philadelphia diváci: 31 553 |
|               | (Report) |               | Lincoln Financial Field, Philadelphia diváci: 31 553 |

| 25. září 2003 |          |         |                                                      |
| USA           | 5:0      | Nigérie | Lincoln Financial Field, Philadelphia diváci: 31 553 |
|               | (Report) |         | Lincoln Financial Field, Philadelphia diváci: 31 553 |

| 28. září 2003 |          |         |                                                |
| Švédsko       | 3:0      | Nigérie | Columbus Crew Stadium, Columbus diváci: 22 828 |
|               | (Report) |         | Columbus Crew Stadium, Columbus diváci: 22 828 |

| 28. září 2003 |          |     |                                                |
| Severní Korea | 0:3      | USA | Columbus Crew Stadium, Columbus diváci: 22 828 |
|               | (Report) |     | Columbus Crew Stadium, Columbus diváci: 22 828 |

### Skupina B
| Tým         | B | Z | V | R | P | VG | IG | +/- |
| ----------- | - | - | - | - | - | -- | -- | --- |
| Brazílie    | 7 | 3 | 2 | 1 | 0 | 8  | 2  | +6  |
| Norsko      | 6 | 3 | 2 | 0 | 1 | 10 | 5  | +5  |
| Francie     | 4 | 3 | 1 | 1 | 1 | 2  | 3  | -1  |
| Jižní Korea | 0 | 3 | 0 | 0 | 3 | 1  | 11 | -10 |

| 20. září 2003 |          |         |                                                      |
| Norsko        | 2:0      | Francie | Lincoln Financial Field, Philadelphia diváci: 24 346 |
|               | (Report) |         | Lincoln Financial Field, Philadelphia diváci: 24 346 |

| 21. září 2003 |          |             |                                        |
| Brazílie      | 3:0      | Jižní Korea | RFK Stadium, Washington diváci: 34 144 |
|               | (Report) |             | RFK Stadium, Washington diváci: 34 144 |

| 24. září 2003 |          |          |                                        |
| Norsko        | 1:4      | Brazílie | RFK Stadium, Washington diváci: 16 316 |
|               | (Report) |          | RFK Stadium, Washington diváci: 16 316 |

| 24. září 2003 |          |             |                                        |
| Francie       | 1:0      | Jižní Korea | RFK Stadium, Washington diváci: 16 316 |
|               | (Report) |             | RFK Stadium, Washington diváci: 16 316 |

| 27. září 2003 |          |        |                                             |
| Jižní Korea   | 1:7      | Norsko | Gillette Stadium, Foxborough diváci: 14 356 |
|               | (Report) |        | Gillette Stadium, Foxborough diváci: 14 356 |

| 27. září 2003 |          |          |                                        |
| Francie       | 1:1      | Brazílie | RFK Stadium, Washington diváci: 17 618 |
|               | (Report) |          | RFK Stadium, Washington diváci: 17 618 |

### Skupina C
| Tým       | B | Z | V | R | P | VG | IG | +/- |
| --------- | - | - | - | - | - | -- | -- | --- |
| Německo   | 9 | 3 | 3 | 0 | 0 | 13 | 2  | +11 |
| Kanada    | 6 | 3 | 2 | 0 | 1 | 7  | 5  | +2  |
| Japonsko  | 3 | 3 | 1 | 0 | 2 | 7  | 6  | +1  |
| Argentina | 0 | 3 | 0 | 0 | 3 | 1  | 15 | -14 |

| 20. září 2003 |          |        |                                                |
| Německo       | 4:1      | Kanada | Columbus Crew Stadium, Columbus diváci: 16 409 |
|               | (Report) |        | Columbus Crew Stadium, Columbus diváci: 16 409 |

| 20. září 2003 |          |           |                                                |
| Japonsko      | 6:0      | Argentina | Columbus Crew Stadium, Columbus diváci: 16 409 |
|               | (Report) |           | Columbus Crew Stadium, Columbus diváci: 16 409 |

| 24. září 2003 |          |          |                                                |
| Německo       | 3:0      | Japonsko | Columbus Crew Stadium, Columbus diváci: 15 529 |
|               | (Report) |          | Columbus Crew Stadium, Columbus diváci: 15 529 |

| 24. září 2003 |          |           |                                                |
| Kanada        | 3:0      | Argentina | Columbus Crew Stadium, Columbus diváci: 15 529 |
|               | (Report) |           | Columbus Crew Stadium, Columbus diváci: 15 529 |

| 27. září 2003 |          |          |                                             |
| Kanada        | 3:1      | Japonsko | Gillette Stadium, Foxborough diváci: 14 356 |
|               | (Report) |          | Gillette Stadium, Foxborough diváci: 14 356 |

| 27. září 2003 |          |         |                                        |
| Argentina     | 1:6      | Německo | RFK Stadium, Washington diváci: 17 618 |
|               | (Report) |         | RFK Stadium, Washington diváci: 17 618 |

### Skupina D
| Tým       | B | Z | V | R | P | VG | IG | +/- |
| --------- | - | - | - | - | - | -- | -- | --- |
| Čína      | 7 | 3 | 2 | 1 | 0 | 3  | 1  | +2  |
| Rusko     | 6 | 3 | 2 | 0 | 1 | 5  | 2  | +3  |
| Ghana     | 3 | 3 | 1 | 0 | 2 | 2  | 5  | -3  |
| Austrálie | 1 | 3 | 0 | 1 | 2 | 3  | 5  | -2  |

| 21. září 2003 |          |       |                                              |
| Austrálie     | 1:2      | Rusko | The Home Depot Center, Carson diváci: 15 239 |
|               | (Report) |       | The Home Depot Center, Carson diváci: 15 239 |

| 21. září 2003 |          |       |                                              |
| Čína          | 1:0      | Ghana | The Home Depot Center, Carson diváci: 15 239 |
|               | (Report) |       | The Home Depot Center, Carson diváci: 15 239 |

| 25. září 2003 |          |       |                                              |
| Ghana         | 0:3      | Rusko | The Home Depot Center, Carson diváci: 13 929 |
|               | (Report) |       | The Home Depot Center, Carson diváci: 13 929 |

| 25. září 2003 |          |           |                                              |
| Čína          | 1:1      | Austrálie | The Home Depot Center, Carson diváci: 13 929 |
|               | (Report) |           | The Home Depot Center, Carson diváci: 13 929 |

| 28. září 2003 |          |           |                                   |
| Ghana         | 2:1      | Austrálie | PGE Park, Portland diváci: 19 132 |
|               | (Report) |           | PGE Park, Portland diváci: 19 132 |

| 28. září 2003 |          |       |                                   |
| Čína          | 1:0      | Rusko | PGE Park, Portland diváci: 19 132 |
|               | (Report) |       | PGE Park, Portland diváci: 19 132 |

## Play off

### Čtvrtfinále
| 1. října 2003 19:30 |          |        |                                             |
| USA                 | 1:0      | Norsko | Gillette Stadium, Foxborough diváci: 25 103 |
|                     | (Report) |        | Gillette Stadium, Foxborough diváci: 25 103 |

| 1. října 2003 16:30 |          |         |                                             |
| Brazílie            | 1:2      | Švédsko | Gillette Stadium, Foxborough diváci: 25 103 |
|                     | (Report) |         | Gillette Stadium, Foxborough diváci: 25 103 |

| 2. října 2003 19:30 |          |       |                                   |
| Německo             | 7:1      | Rusko | PGE Park, Portland diváci: 20 021 |
|                     | (Report) |       | PGE Park, Portland diváci: 20 021 |

| 2. října 2003 22:30 |          |        |                                   |
| Čína                | 0:1      | Kanada | PGE Park, Portland diváci: 20 021 |
|                     | (Report) |        | PGE Park, Portland diváci: 20 021 |

### Semifinále
| 5. října 2003 19:30 |          |         |                                   |
| USA                 | 0:3      | Německo | PGE Park, Portland diváci: 27 623 |
|                     | (Report) |         | PGE Park, Portland diváci: 27 623 |

| 5. října 2003 22:30 |          |        |                                   |
| Švédsko             | 2:1      | Kanada | PGE Park, Portland diváci: 27 623 |
|                     | (Report) |        | PGE Park, Portland diváci: 27 623 |

### O 3. místo
| 11. října 2003 15:30 |          |        |                                              |
| USA                  | 3:1      | Kanada | The Home Depot Center, Carson diváci: 25 253 |
|                      | (Report) |        | The Home Depot Center, Carson diváci: 25 253 |

### Finále
| 12. října 2003 13:00         |                 |                  |                                                                                   |
| Německo                      | 2:1 (zlatý gól) | Švédsko          | The Home Depot Center, Carson diváci: 26 137 rozhodčí: Cristina Babadac (Romania) |
| Meinertová 46' Künzerová 98' | (Report)        | Ljungbergová 41' | The Home Depot Center, Carson diváci: 26 137 rozhodčí: Cristina Babadac (Romania) |